# Trochosippa meruensis
Trochosippa meruensis is een spinnensoort in de taxonomische indeling van de wolfspinnen (Lycosidae).
Het dier behoort tot het geslacht Trochosippa. De wetenschappelijke naam van de soort werd voor het eerst geldig gepubliceerd in 1926 door Roger de Lessert.